# James Luceno
James Luceno (ur. 1947) – amerykański pisarz; autor wielu powieści z uniwersum Gwiezdnych wojen.

### Gwiezdne wojny
- Maska kłamstw
- Darth Maul: Saboteur (e-book)
- Labirynt zła
- Czarny Lord: Narodziny Dartha Vadera
- Darth Plagueis
- Nowa era Jedi:
  - Agenci chaosu I: Próba bohatera
  - Agenci chaosu II: Zmierzch Jedi
  - Jednocząca Moc
- Powieści nowego kanonu:
  - Tarkin
  - Katalizator
- Albumy:
  - Inside the Worlds of Star Wars Trilogy
  - Revenge of the Sith: The Visual Dictionary

### Inne
- Adaptacja filmu Cień
- Adaptacja filmu Maska Zorro
- A Fearful Symmetry
- Kaduna Memories (wraz z Brianem Daleyem, posługującym się pseudonimem Jack McKinney)
- Illegal Alien
- The Big Empty
- Dimension X
- Web Warrior #3

### Robotech
(wraz z Brianem Daleyem, który posługiwał się pseudonimem Jack McKinney):
- Genesis
- Battle Cry
- Homecoming
- Battlehymn
- Force of Arms
- Doomsday
- Southern Cross
- Metal Fire
- The Final Nightmare
- Invid Invasion
- Metamorphosis
- Symphony of Light
- The End of the Circle
- The Zentraedi Rebellion
- The Masters' Gambit
- Before the Invid Storm
- Sentinels
- The Devil's Hand
- Dark Powers
- Death Dance
- World Killers
- Rubicon
- The Black Hole Travel Agency

(wraz z Brianem Daleyem, posługującym się pseudonimem Jack McKinney)
- Event Horizon
- Artifact of the System
- Free Radicals
- Hostile Takeover